# Oppersbühl
Der Oppersbühl (676 m) ist ein bewaldeter Berg nördlich des Dorfes Längenau, eines Gemeindeteils der Stadt Selb im Landkreis Wunsiedel im Fichtelgebirge (Nordostbayern) auf der Selb-Wunsiedler Hochfläche.

## Touristische Erschließung
Um den Oppersbühl verläuft, von Längenau ausgehend, der Rundwanderweg Nr. 7, der zu den historischen Grenzsteinen Wappenstein und Schüsselstein an die Staatsgrenze zu Tschechien führt.

## Karten
- Topografische Karte 1:25.000 des Bayerischen Landesvermessungsamtes Nr. 5839/40
- Fritsch Wanderkarte – Umgebungskarte Nr. 106, 1:35.000 Selb-Schönwald (2. Auflage)